# Pleiocarpa rostrata
Pleiocarpa rostrata är en oleanderväxtart som beskrevs av George Bentham. Pleiocarpa rostrata ingår i släktet Pleiocarpa och familjen oleanderväxter. Inga underarter finns listade i Catalogue of Life.